# Religion au Qatar
 (février 2014).
Si vous disposez d'ouvrages ou d'articles de référence ou si vous connaissez des sites web de qualité traitant du thème abordé ici, merci de compléter l'article en donnant les références utiles à sa vérifiabilité et en les liant à la section « Notes et références ».
L'Islam est la religion majoritaire au Qatar. En 2004, 77,5 % de la population était musulmane, 8,5 % était chrétienne et 14% étaient d'autres religions (surtout des dérivés de l'hindouisme et des religions indiennes). En 2010, un nouveau sondage nous a appris que 67,7 % des qataris étaient musulmans, 13,8 % étaient hindous, 13,8 % étaient chrétiens, 3,1 % étaient bouddhistes et 0,7 % étaient d'autres religions. Les 0,9 % restants n'ayant pas de religions attitrés.

## Islam
Il y a plus de sunnites que de chiites au Qatar. La minorité chiite est bien intégrée. L'Islam est la religion de l'état qatari comme le précise l'article 1 de sa constitution. Dans les écoles publiques ou privées les cours d'éducation islamique sont obligatoires, mais sont plus ouverts que ceux de l'Arabie saoudite voisine. Le Qatar est l'un des deux seul états wahhabite de la péninsule arabique, l'autre étant l'Arabie saoudite.

## Christianisme
Le Vatican estime la minorité catholique au Qatar à 11 %. La plupart des catholiques sont des travailleurs temporaires venant des Philippines. Des églises orthodoxes et protestantes sont tout de même reconnues dans le pays.
En 2005, le pays autorise la construction d'une église. Celle-ci est inaugurée trois ans plus tard mais ne porte aucun signe extérieur.
En 2022, la population chrétienne est estimée à 200 000 personnes.

## Hindouisme et Bouddhisme
Les travailleurs immigrés venant d'Inde et d'Asie du Sud-Est représentent la quasi-totalité des croyants hindous (240 000 hindouistes en 2010, 360 000 en 2020, estimations) et bouddhistes.
Contrairement aux chrétiens, les hindous et bouddhistes n'ont pas le droit d'avoir des lieux de culte et doivent pratiquer leur religion en cachette.